# Copa Federació libanesa de futbol
La Copa Federació libanesa de futbol fou una competició futbolística del Líban que es disputà tres vegades entre els anys 1999 i 2004.

## Historial
Font:
| No. | Temporada | Campió         | Resultat  | Finalista     |
| --- | --------- | -------------- | --------- | ------------- |
| 1r  | 1969      | Shabiba Mazraa |           |               |
| 2n  | 1972      | Riada Wal Adab |           |               |
| 3r  | 1999      | Ansar          | 4–0       | Salam Zgharta |
| 4t  | 2000      | Ansar          | 1–0 (pr.) | Tadamon Tir   |
| 5è  | 2004      | Ahed           | 3–2 (pr.) | Sagesse       |